# 신승민

## 클럽 경력
신승민은 백암중학교, 용인시축구센터 U18팀을 거쳐 고려대학교에서 활약한 뒤, 2025년 경남 FC에 입단했다. 프로 데뷔 시즌인 2025년, 6월 부천 FC 1995전에서 선발로 출전해 90분을 소화하며 K리그2 데뷔전을 치렀다.

## 플레이 스타일
활동량이 풍부하고 안정적인 수비 능력을 갖춘 좌측 풀백 자원으로, 오버래핑과 크로스에서도 장점을 보인다. 수비 가담과 전방 압박 모두에 적극적인 모던 풀백 유형이다.